# Kilmacduagh
Kilmacduagh est une paroisse et un village d'Irlande dans le comté de Galway à 31 km au sud-sud-est de Galway.

## Histoire
Le village abrite le monastère de Kilmacduagh qui fait partie du diocèse de Kilmacduagh. 
La cathédrale Saint-Colman de Klmacduagh est en ruine. 
Le village a compté 1 900 habitants au XIXe siècle.